# Бейсенов, Ораз Макаевич
Ораз Макаевич Бейсенов (каз. Бейсенов Ораз Мақа ұлы; 25 июля 1934, с. Семиярка (ныне Жетижар) Бескарагайского района Восточно-Казахстанской области Казакской АССР, СССР — 23 февраля 2015, Алматы, Казахстан) — советский государственный деятель, заслуженный строитель Казахской ССР. Депутат Верховного Совета Казахской ССР 11-го созыва (1985—1989 гг.), кандидат в депутаты Верховного Совета Казахской ССР 12-го созыва (1990—1993 гг.). Член-корреспондент Национальной инженерной академии Республики Казахстан (1992). После распада СССР вступил в должность председателя первого в истории независимого Казахстана коммерческого акционерного банка «Туран» (1991—1994 гг.)

## Семья
Из казахского рода Аргын (Козган) Среднего жуза.
Отец — Бейсенов Мака (1900—1938 гг.), казах, уроженец аула № 15 Баянаульского района Павлодарского округа Восточно-Казахстанской (ныне Баянаульский район Павлодарской области). Советский партийный деятель. Начинал трудовую деятельность рабочим. После рабфака обучался на Высших курсах советского строительства при ВЦИКе (Всероссийский Центральный Исполнительный Комитет Советов рабочих, крестьянских и красноармейских депутатов) в Москве. Принимал активное участие в ликвидации неграмотности среди населения. 02.08.1937 года арестован УНКВД по ВКО, как «японский шпион». На момент ареста занимал пост председателя Максимо-Горьковского РИКа (райисполкома) Восточно-Казахстанской области (с 4 февраля 1938 года Максимо-Горьковский район в числе целого ряда других районов вошел в состав новой Павлодарской области). Осужден Военной коллегией Верховного суда СССР 05.03.1938 года и приговорен к высшей мере наказания — расстрелу. Реабилитирован посмертно 19.12.1957 года Верховным судом СССР. В годы перестройки стало известно, что он был расстрелян на территории старого кирпичного завода в г. Алма-Ате (сталинские захоронения в р-не 5-й Кирпичнозаводской ул. и ул. Каратаева). С места гибели Мака Бейсенова семьей изъята горсть земли в контейнере и захоронена на Кенсайском кладбище. В 1994 году рядом положили его супругу Уркию.
Здесь, на месте массовых в прошлом расстрелов и начиналась семейная жизнь молодой четы Бейсеновых. Ораз и Фарида в 1957 году получили первое свое жилье — комнату в бараке рядом со старым кирпичным заводом, где родился их первенец Аскар. И здесь же, на месте гибели своего отца, в новом многоэтажном жилом доме, в квартире сына О. М. Бейсенов умер 23 февраля 2015 года.
Мать — Уркия Арыновна Бейсенова (1911—1994 гг., в девичестве Сулейменова), казашка, уроженка села Баянаул Павлодарской области, образование среднее медицинское. Владела арабской вязью, писала стихи. Дочь фельдшера, расстрелянного в 1937 году. Арестована, как дочь и жена «врагов народа». Отбывала срок в АЛЖИРе — Акмолинском лагере жен изменников родины, затем была отправлена в ссылку в Туркменистан, где участвовала в строительстве Каракумского канала. (На момент ареста имела двоих детей. Старшего сына Ораза (4-х лет) власти отдали на попечение бабушки, а младшую новорожденную дочь (имя не успели дать) сдали в детский дом, где ребёнок бесследно пропал. Семья искала её всю жизнь, но безрезультатно.
Жена — Бейсенова Фарида-Бану Шахановна (в девичестве Кулмагамбетова), казашка. Родилась 22 января 1937 года в г. Абакан Хакасской автономной области Красноярского края Российской Федерации, куда после расстрела отца и братьев, спасаясь от репрессий советской власти, в 1920-х годах бежал со своей семьей чудом уцелевший отец Фариды Шахановны — Шахан Кулмагамбетов, потомок ага-султана Баянаульского округа Омского областного правления Российской Империи Казангапа Би (Бей, Бий) Сатыбалдыулы (каз. Қазанғап Би Сатыбалдыұлы (1771—1856)), из рода Аргын — Бори-Басентиин Среднего жуза. Окончила факультет экономики Казахского сельскохозяйственного института, где затем и работала до ухода на заслуженный отдых. Кандидат экономических наук, преподаватель, доцент, заведовала кафедрой экономики СХИ.
Дети — сыновья — Аскар — юрист, Даулет — строитель.
Внуки — Камила, Камил, Алина, Дайана, Жамиль (1992—2016 гг.), Малика, Искандер, Доминик, Арсен.
Правнуки — Дияр, Искандер, Ораз, Байгали.

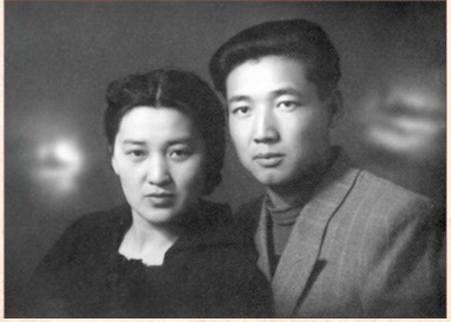
Ораз и Фарида Бейсеновы. 1957 год.

## Биография

### Строитель. Начало
В 1948 году после семилетки в с. Баянаул Павлодарской области приехал в Алма-Ату, где в школе № 33 им. Ломоносова окончил десять классов. Получив аттестат о среднем образовании, подал документы в элитарный на тот момент Казахский горно-металлургический институт им. академика О. Байконырова (ныне Казахский национальный технический университет им. К. Сатпаева). Здесь ему, как «сыну врага народа» предложили отказаться от отца и снять с себя нежелательный ярлык. Условие для него было неприемлемым, поэтому он забирает документы и в 1952 году поступает на менее престижный в те годы гидротехнический факультет Казахского Государственного сельскохозяйственного института. Будучи студентом, активно занимается общественной деятельностью, спортом и художественной самодеятельностью. Участник Всесоюзного парада физкультурников 1954 года в Москве. Институт оканчивает с отличием в 1957 году по специальности — инженер-гидротехник с широким профилем строительства всех видов гидротехнических сооружений.
По окончании института в должности строительного мастера в СМУ-16 треста Алмаатажилстрой" участвует в возведении одного из крупнейших спортивных комплексов республики — Центрального стадиона в Алматы. В интернациональных по составу рабочих бригадах непривычное для слуха имя Ораз Макаевич — единственного в строительно-монтажном управлении казаха переиначили, и для многих он так и остался Тарасом Макаровичем. Здесь прошел путь от строительного мастера до управляющего трестом. В 1971 году, в 36 лет становится самым молодым в республике заместителем министра строительства предприятий тяжелой индустрии Казахской ССР, начальником одной из самых мощных строительных корпораций республики — Главалмаатастроя (подразделение Минтяжстроя).
В конце 60-х, начале 70-х на Западе прочно утвердилось мнение, что в СССР руководящие должности занимают престарелые люди и молодым дорога к власти закрыта. Чтобы опровергнуть это суждение, в 1976 году ЦСДФ -Центральная ордена Ленина и Красного знамени студия документальных фильмов (г. Москва) по заказу Политбюро ЦК КПСС сняла документальный фильм «Тридцатилетние». По всей огромной стране кинематографисты искали молодых и деятельных лидеров, достигших в своей карьере значительных высот. Одним из трех героев фильма стал Ораз Бейсенов.
В 1975 году защитил кандидатскую диссертацию на тему: ывыв«Резервы повышения эффективности капитальных вложений за счет интенсификации строительного производства в Казахской ССР».

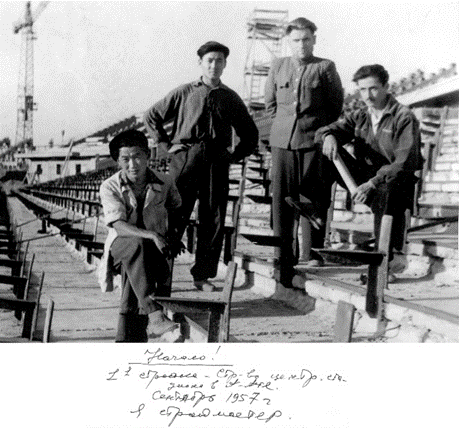
Начало пути. На строительстве Центрального стадиона в Алматы. сентябрь 1957 г.

### Важнейшие объекты в городе Алматы (прежде Алма-Ата, столица Казахской ССР в составе СССР)
С начала 1970-х до середины 1980-х в Казахской ССР наблюдался стремительный рост экономики. В Алма-Ате велось активное строительство жилья и объектов соцкультбыта. Из небольшого города, выросшего на месте форпоста Российской империи — военного укрепления Верного, где небольшие одно- и двухэтажные каркасно-камышитовые и бревенчатые строения верненских времен перемежались с 2-4-х этажными зданиями сталинского периода в центре и 4-5 этажными жилыми домами микрорайонов, т. н. «хрущёвками» послевоенного периода на окраине города, Алма-Ата за короткое время превратилась в один из красивейших столиц Советского Союза. Город, расположенный в живописных предгорьях Заилийского Алатау, в зоне двойной — сейсмической и селевой опасности, пережил два разрушительных землетрясения в 1887 и 1910 годах. К тому же периодически случался чрезвычайный сход грязекаменных селевых потоков, от которых необходимо было защитить город. Поэтому руководством республики было принято решение строить высокогорную селезащитную плотину, перекрыв русло реки Малая Алматинка в урочище Медеу. В 1966—1980 гг. строительные работы по её возведению осуществлял Минтяжстрой республики. Плотина, впервые в мировой практике, была создана с помощью направленных взрывов и сооружалась в два этапа. Первая очередь -каменно-насыпная плотина высотой 107 метров, объёмом селехранилища 6200000 м³ была сдана в эксплуатацию в 1972 году. Однако 15 июля 1973 года произошел очередной катастрофический сход сели. Плотина была существенно повреждена, но выстояла. Сель привёл к человеческим жертвам, разрушил жилые строения. Сюда были стянуты все резервы республики. Своевременной и значительной стала всесоюзная помощь, оказанная казахстанским строителям.
Все ресурсы республики мобилизованы на решение комплекса мероприятий, помощь приходит и со всех концов Союза. Руководство Казахстана в лице Д.Кунаева и Б.Ашимова взяли на себя контроль над обузданием стихии. Ответственные и сложные объемы работ поручены тем, кто строил плотину и знает в ней каждый камень – министру Минтяжстроя Казахской ССР А.Коркину и начальнику Главалмаатастроя О.Бейсенову.Из советской прессы.

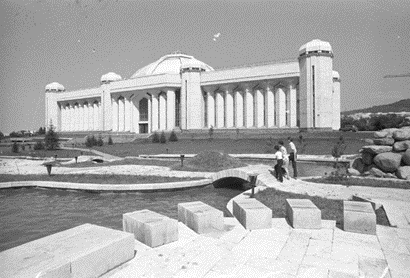
Строительство Центрального Государственного музея Казахстана. 1978-85 гг.

Около 2000 строителей высшей квалификации из всех подразделений Минтяжстроя в круглосуточном режиме наращивали и укрепляли плотину, строили в её теле новые водопропускные сооружения, способные пропустить внушительные объёмы воды. Восстановленная после селя 1973 года плотина окончательно была сдана в эксплуатацию в 1980 году и стала надежным щитом для Алматы.
В 1970—1980 годы строительного бума корпорация Главалмаатастрой возводит целый ряд уникальных строений, полностью изменивших облик столицы республики. В преддверии столетнего юбилея со дня рождения Ленина руководство республики приняло решение полностью обновить застройки вдоль проспекта Колпаковского, переименованного в пр. Ленина (ныне пр. Достык). Строительство уникального ансамбля высотных зданий на этом проспекте было поручено Главалмаатастрою. Крупнейший проспект страны должен был стать началом грандиозного процесса обновления города. В итоге, практически все малоэтажные деревянные строения были снесены, а на их месте впервые в истории Алматы возведены современные высотные здания, навсегда изменившие облик города и задавшие планку для дальнейшего развития столицы Казахской ССР.
Под руководством О. М. Бейсенова были построены первый студенческий комплекс Казахского национального университета КАзГУград, первые в городе высотные строения, первый казахстанский небоскреб — высотная гостиница «Казахстан», Дворец Ленина (ныне Дворец Республики), первая телевизионная башня на горе Коктобе, первый Дворец бракосочетания, гостиницы «Алма-Ата» (ныне «Алматы»), «Алатау» (ныне «Премьер Алатау»), «Отрар», «Достык», «Туркестан», «Жетысу», Центральный Государственный музей Республики Казахстан, Центральный плавательный бассейн, Государственный музей искусств Казахстана им. А. Кастеева, Казахский государственный академический театр драмы имени М. Ауэзова, Дворец спорта им. 50-летия Октября (ныне Дворец спорта и культуры имени Балуана Шолака), Республиканский Дом Дружбы (прежде — Дом дружбы и культурной связи с зарубежными странами), центральная библиотека им. Пушкина (ныне Национальная библиотека Республики Казахстан), Республиканский Дворец школьников с башней обсерватории, оздоровительный комплекс «Арасан», здание аэровокзала, центрального колхозного рынка (Зеленый базар), на сегодняшний день полностью утерявшее свой исторический облик здание Дома быта «Асем», одного из самых крупных Домов быта на территории СССР (ныне ТЦ «Мегатау»), Дворец культуры Алма-Атинского хлопчатобумажного комбината(АХБК)(ныне Государственный академический русский театр для детей и юношества имени Н. Сац), проведены работы по расширению и реконструкции здания Академии Наук Казахской ССР(отреставрирован главный корпус комплекса и с южной стороны пристроен корпус Дома ученых), реконструкция и расширение старого здания Дома Правительства Казахстана (ныне здесь расположился Казахстанско-Британский технический университет — КБТУ. В 1972 году были пристроены два крыла, выходящие на ул. Казыбек би). В этом здании в 1991 году был принят Закон о независимости Республики Казахстан. В 1971 году проведена реконструкция Государственного академического театра оперы и балета им. Абая. К зданию бывшей Высшей партийной школы, построенному ещё в 1946 году (корпус № 1, памятник сталинского ампира), подразделениями Главалмаатастроя в 1970 году был пристроен равнозначный г-образный корпус № 2. В двух основных учебных корпусах ныне располагается Казахстанский институт менеджмента, экономики и прогнозирования (КИМЭП).
Под руководством О. М. Бейсенова подразделениями Главалмаатастроя были возведены учебные корпуса архитектурно-строительного, политехнического институтов, расширены и реконструированы здания сельскохозяйственного, медицинского институтов, ЖенПИ, другие вузовские объекты города, кинотеатры «Целинный» (первый в республике широкоформатный кинотеатр, ныне там планируется открыть Центр современной культуры с одноимённым названием), «Алатау» (ныне снесенный, в настоящее время на его месте построена точка питания сети McDonald’s.), «Байконур» (ныне снесенный, в настоящее время на его месте построена точка питания сети McDonald’s.), комплекс сооружений Министерства обороны РК, многоэтажные жилые массивы, санатории, больницы, поликлиники, школы, детские сады и первый в истории республики Государственный цирк.
6 мая 1972 года строящееся здание цирка должны были посетить руководители республики, и к этому дню стали форсировать завершение стройки и благоустройство территории. Здесь практически постоянно находились руководители города и начальник Главалмаатастроя О. М. Бейсенов - замечательный человек и высококлассный строитель, который построил в Алма-Ате не один уникальный объект. И вот в 11 часов к цирку подъехала кавалькада машин, из которых вышли руководители Казахской ССР во главе с Д.А. Кунаевым. Гостей встречала большая группа людей: руководители города и строители. Докладывать должен был О. Бейсенов, который поприветствовал первого секретаря ЦК КПК и представил меня, как директора цирка. Димаш Ахмедович улыбнулся и сказал: "Это хорошо, молодой строил, молодой будет эксплуатировать.Из воспоминаний К.Б.Саудабаева, дипломата, директора Государственного цирка Казахстана, Министра иностранных дел Казахстана (2009—2011)
Строительство современного города в сейсмоопасной зоне требовало комплексных технических решений, использования новых технологий и современных материалов. Работы велись в тесном контакте со специалистами-сейсмологами, под непосредственным контролем руководства республики. Некоторые объекты согласовывались напрямую с Госстроем СССР.
В строительстве всех знаковых объектов столицы самое активное участие принимал руководитель Казахстана Димаш Ахмедович Кунаев. Я часто встречал его прямо на объекте, рассказывал подробно о ходе работ, делился успехами и трудностями, просил помочь с материалами, дефицит которых ощущался по всему Советскому Союзу. Благодаря его  авторитету члена Политбюро ЦК КПСС, первого секретаря ЦК Компартии Республики, мы, казахстанские строители и архитекторы имели возможность воплотить в жизнь самые передовые идеи того времени. Алма-Ата хорошела с каждым днем. Всюду кипела стройка. Однажды Димаш Ахмедович с некоторой грустью в глазах сказал мне: «Ты, Ораз, молод, ты счастливчик и сумеешь увидеть наш прекрасный город таким, каким мы его задумали. Я тоже хотел бы…Из воспоминаний О.М.Бейсенова.
Алма-Ата обретала современные модернистские черты и не была похожа ни на один другой город страны. На VI съезде архитекторов СССР в Москве (1975 г.) столица Казахской ССР была названа «Меккой советской архитектуры».
Наиболее интенсивным этапом жилищного и промышленно-гражданского строительства я считаю период с начала 70-х до середины 80-х годов XX века. Именно в эти годы преобразился наш Алматы– были построены уникальные здания и сооружения, вводились новые промышленные мощности в областных центрах. Вокруг предприятий росли новые города, а что такое безработица - люди знали лишь по учебникам истории. Быть строителем считалось почетным вдвойне. О нас, о наших успехах писали в газетах, снимали фильмы. Мы гордились своей профессией…Из воспоминаний О.М.Бейсенова.
В начале 1970-х гг. в связи с увеличением численности населения Алма-Аты, старая площадь имени Ленина (ныне Площадь Астаны) перед зданием Правительства республики (ныне КБТУ) в дни проведения массовых мероприятий уже не могла вместить всех желающих и руководством республики было принято решение строить новую, более вместительную площадь по ул. Сатпаева между ул. Фурманова (ныне пр. Назарбаева) и ул. Мира (ныне ул. Желтоксан). Воплощение очередного грандиозного проекта вновь было поручено Главалмаатастрою во главе с О. М. Бейсеновым.
Центральным композиционным акцентом площади стало здание ЦК Компартии Казахстана, вокруг которого был сформирован весь ансамбль зданий бывших института истории партии и министерства сельского хозяйства, Республиканского Дворца школьников, аппаратно-студийного комплекса Казахского телевидения, жилого комплекса с магазином «Океан» в цокольном этаже и других. В итоге высотные строения на проспекте Ленина (ныне пр. Достык) и комплекс Новой площади (ныне Площадь Республики образовали один из главных градостроительных узлов города.
С момента построения площадь несколько раз меняла название. Из Новой площади в 1982 году была переименована в площадь им. Л. И. Брежнева.
В 1988 году опять стала Новой. А в 1990 году Верховный Совет Казахской ССР принял постановление о переименовании её в |Площадь Республики.
С именем Л. И. Брежнева в нашей истории связана целая эпоха. Он всем сердцем любил Казахстан, где в годы войны нашла приют его эвакуированная семья. Благодаря их тесной дружбе с Димашем Ахмедовичем, наша столица хорошела день ото дня, по всей республике строились промышленные предприятия. В те годы мы, строители, получали то, что только снилось другим союзным столицам.  
 И вот, в 1982 году Л.И.Брежнев, Генеральный секретарь ЦК КПСС прибыл с визитом в Алматы. На этот раз вместе с ним приехала с проверкой группа из Центральной контрольной комиссии КПСС. В Москве были наслышаны о том, что в казахской столице построили Новую площадь, равной которой нет нигде в Союзе, даже в Москве. Это был непорядок. Воспользовавшись визитом генсека, они прибыли с ним, чтобы провести тщательную проверку нашей деятельности и наказать, в первую очередь, конечно, Димаша Ахмедовича, за столь дерзкий проект, не согласованный с определенными московскими инстанциями. Д.Кунаев первым делом повез Брежнева показать Новую площадь. Мы – строители и архитекторы сопровождали Димаша Ахмедовича. Брежневу очень все понравилось, но позади него маячила «зловещая» комиссия, создавая определенное напряжение. И тут Димаш Ахмедович неожиданно для всех нас сказал: «Леонид Ильич, площадь получилась настолько красивой, что мы решили ей дать ваше имя». Все опешили, а комиссию словно ветром сдуло…Из воспоминаний О.М. Бейсенова
17-18 декабря 1986 года здесь, на Новой площади произошли трагические для страны декабрьские события, известные также, как Желтоксан (каз. Желтоқсан көтерілісі — Декабрьское восстание) — выступления казахской молодежи, принявшие форму массового народного протеста против решения тогдашней коммунистической власти |СССР о снятии с должности Первого секретаря ЦК КП Казахстана Д. А. Кунаева и назначении на его место никому в республике неизвестного Г. В. Колбина. Это было первое народное выступление, положившее начало распада СССР.
В 1996 году на площади, на высокой стеле (высота — 28 м.) была установлена статуя Золотого сакского воина с крылатым барсом — Монумент Независимости Казахстана.
В общей сложности на стройках г. Алматы Ораз Макаевич проработал более 20-ти лет. За эти годы в городе не осталось улиц и переулков, где бы он не возводил здания и сооруженияЮрий Сангирович Ли, руководитель строительной корпорации «VEK GROUP ПЛЮС». 

### Строительство, реконструкция и перевооружение промышленных предприятий республики
В 1980 году О. М. Бейсенова назначают первым заместителем министра строительства предприятий тяжелой индустрии. Наряду с возведением жилья и объектов соцкультбыта, в Казахстане набирает активные обороты строительство заводов и фабрик. На первый план выступают вопросы возведения новых, реконструкции и технического перевооружения уже имеющихся заводов тяжелого машиностроения, горнодобывающих предприятий, предприятий легкой и пищевой промышленности и других индустриальных объектов по всему Казахстану. Именно этими вопросами в качестве первого заместителя министра строительства предприятий тяжелой индустрии Казахской ССР и занимался О. М. Бейсенов. Под его руководством был возведен ряд новых промышленных объектов и проведены реконструкция и техническое перевооружение некоторых уже имеющихся предприятий.

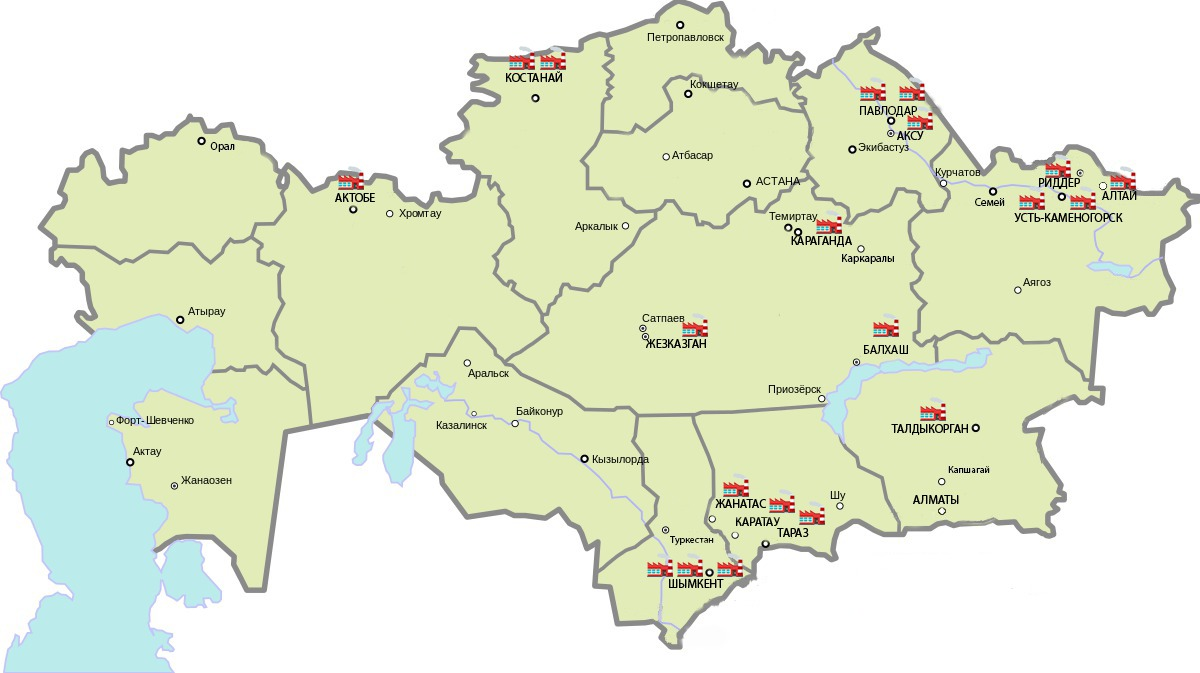
Полностью Готовая карта

Промышленные предприятия, построенные или реконструированные Минтяжстроем Казахской ССР под непосредственным руководством О. М. Бейсенова:
— Ново-Жамбылский фосфорный завод (ныне ТОО «Казфосфат НДФЗ) в г Джамбул (ныне г. Тараз). Строительство начато в 1971 году, завод сдан в эксплуатацию в 1978 году.
— Химические объекты в городах Жанатас и Шымкент.
— Ачисайский полиметаллический комбинат в Южно-Казахстанской области. Реконструкция и техническое перевооружение предприятия. После распада СССР прекратил свою деятельность.
— Горно-металлургический комбинат в г. Балхаш(ныне ПО „Балхашцветмет“). Реконструкция и техническое перевооружение подразделений предприятия. Сегодня медеплавильное предприятие принадлежит корпорации „Казахмыс“.
— Медеплавильный завод в г. Жезказган (ныне Жезказганский горно-металлургический комбинат). Реконструкция и техническое перевооружение завода.
— Комбинат шелковых тканей в г. Усть-Каменогорск. Построен и сдан в эксплуатацию в 1977 году. С 1995 года из-за нехватки финансирования заброшен.
— Алюминиевый завод в г. Павлодар. Реконструкция и расширение мощностей предприятия. В 1996 году вошел в состав Евразийской промышленной ассоциации (позже ЕФПК, ENRC, ныне ERG).
— Павлодарский алюминиевый завод. Реконструкция и расширение мощностей предприятия. В 1996 году вошел в состав Евразийской промышленной ассоциации (позже ЕФПК, ENRC, ныне ERG).
— Павлодарский нефтехимический завод. Один из трёх ведущих нефтеперерабатывающих заводов Казахстана. Построен в 1978 году.
— Шымкентский нефтеперерабатывающий завод. Введен в эксплуатацию в 1985 году.
— Актюбинский завод ферросплавов. Реконструкция и техническое перевооружение цехов предприятия. Сегодня это современное предприятие производит и продает высоко-, средне- и низкоуглеродистый феррохром, и другие ферросплавы — важнейшие компоненты при производстве нержавеющей и легированной стали.
— Аксуский завод ферросплавов в Павлодарской области. Запуск новых плавильных печей, реконструкция и расширение мощностей предприятия. Сегодня — это металлургический завод по производству хромистых, кремнистых и марганцевых сплавов, входящий в состав Евразийской Группы (ERG).
— Завод химволокна в г. Костанай. Построен Минтяжстроем республики под непосредственным контролем Москвы и запущен в 1988 году. Был единственным в СССР экспериментальным промышленным производством мета-арамидных нитей для нужд оборонной промышленности, самолётостроения и космонавтики. Просуществовал всего 8 лет. В 1996 году после распада СССР ликвидирован.
— Завод дизельных двигателей в г. Костанай (ныне АО „АгромашХолдинг KZ“). Имел стратегическое значение для СССР. Под контролем Москвы начал строиться в 1982 году с целью производства семейства лицензионных дизельных двигателей воздушного охлаждения с использованием конструкторской и технологической документации фирмы „Клекнер-Хумбольд-Дойц“ (Германия). Сегодня предприятие выпускает сельхозтехнику и автомобили.
— Аглофабрика и цех жести на Карметкомбинате. На предприятии, построенном ещё в годы второй мировой войны, подразделениями Минтяжстроя в эксплуатацию были введены дополнительные промышленные объекты, важные для металлургического производства полного цикла.
— Горно-химический комбинат в Каратау. В 1970-е годы проведены реконструкция и перевооружение производственных мощностей. Сегодня комбинат выпускает фосфоритную муку и флотационный концентрат, а также товарную руду.
— Усть-Каменогорский свинцово-цинковый комбинат. Реконструкция и техническое перевооружение цехов предприятия. Сегодня является головным предприятием холдинга „Казцинк“ — дочерней компании швейцарского концерна Glencore International.
— В г. Зыряновск (ныне г. Алтай) реконструкция предприятий горно-обогатительного комплекса (ныне АО „Казцинк“).
— В г. Лениногорск (ныне г. Риддер) реконструкция цехов полиметаллического комбината.
— Аккумуляторный завод в г. Талды-Корган, первый в Казахстане. Построен подразделениями Минтяжстроя республики в 1975 году. Один из пяти производителей аккумуляторных батарей на территории СССР. Сегодня — это ТОО „Кайнар-АКБ“, выпускающий аккумуляторные батареи, отвечающие всем международным стандартам.
— другие промышленные объекты по стране.
Взять Жанатас, город, возведенный в пустыне на 40 тысяч населения. Построили завод по производству фосфорной муки, оборудование привезли из Чехословакии. Запустили предприятие, наладили выпуск продукции, которая была востребована. Но с пресловутой горбачевской «перестройкой» все производственные связи разрушились, и в результате мы все, что имели, потеряли…Из воспоминаний О.М.Бейсенова

### За пределами Казахстана (на территории Советского Союза)
В 1977 году, накануне летних Олимпийских игр 1980, О. М. Бейсенов возглавил республиканский строительный десант, направленный на восстановление после пожара крупнейшей в стране и в мире гостиницы „Москва“ (ныне снесенной) в столице СССР. В состав десанта вошли лучшие специалисты, передовики производства, образцовые строительные бригады республики, такие, как бригады коммунистического труда под началом Давида Гельдта и Ивана Рау. Одновременно в Москве казахстанскими строителями было возведено здание Постоянного представительства Казахской ССР при Совете Министров СССР, в котором сегодня размещается Посольство Республики Казахстан в Российской Федерации.
Другим казахстанским строительным десантом также под руководством О. М. Бейсенова на территории в 7,7 га в 1977 году был возведен санаторий Казахстан» в г. Ессентуки (ныне здравница входит в систему Медицинского центра Управления Делами Президента Республики Казахстан).
В 1978 году на 1719-й километр Байкало-Амурской магистрали (БАМ) в Забайкальском крае РФ для строительства станции Новая Чара прибыл строительно-монтажный поезд (СМП) «КазахБАМстрой», возглавлял который О. М. Бейсенов. Посёлок возник в 1979 году при строительстве БАМа — крупнейшей в мире железнодорожной магистрали протяжённостью 4287 км, пересекающей Восточную Сибирь и Дальний Восток. БАМ стал самым дорогим инфраструктурным проектом в СССР, в его строительстве участвовали все союзные республики. Шефом по строительству поселка Новая Чара являлась Казахская ССР. Строительство велось в сжатые сроки и в очень непростых условиях вечной мерзлоты при экстремально низких температурах воздуха в зимнее время. К 1980 году были отстроены школа, детский сад, больница, общежитие, железнодорожный мост. С марта 1983 года коллектив СМП «КазахБАМстрой» приступил к строительству железнодорожного вокзала, спортивного зала, детского сада, средней общеобразовательной школы, гостиницы, жилых пятиэтажных домов и других объектов.
Решением ГлавБАМстроя и штаба ЦК ВЛКСМ БАМ, Бейсенов О. М. вошел в состав почетных пассажиров первого поезда, который должен был проехать по маршруту Байкало-Амурской магистрали, но не успел, так как СССР к тому времени распался.

### Работа в банковской сфере
В 1984 году был назначен на должность министра промышленности строительных материалов Казахской ССР. В 1988 году министерство промышленности строительных материалов было упразднено в связи с образованием Государственного строительного комитета Казахской ССР (Госстрой), в котором он занял должность заместителя председателя.
В 1989 году О. М. Бейсенов уходит работать в банковскую сферу. Его назначают председателем правления Казахского республиканского банка Промстройбанка СССР. После распада СССР в 1991 году на базе казахстанского отделения Промышленного банка СССР был создан первый в истории независимого Казахстана коммерческий банк — Казахский акционерный банк «Туранбанк» (позже преобразован в БТА Банк). На акционерном собрании КАБ «Туранбанк» О. М. Бейсенов был избран председателем правления.

### 1994 год и позже
В 1994 году ушел на заслуженный отдых.
Умер в 2015 году. Похоронен на Кенсайском кладбище.

## Память
В память об О. М. Бейсенове в Алматы в 2021 году установлена мемориальная доска на доме № 162 по ул. Тулебаева, где он жил в последние годы.

## Награды и премии
- Орден Трудового Красного Знамени
- Орден «Знак Почета»
- Медали, Почетные грамоты Верховного Совета Казахской ССР.
- Заслуженный строитель республики.

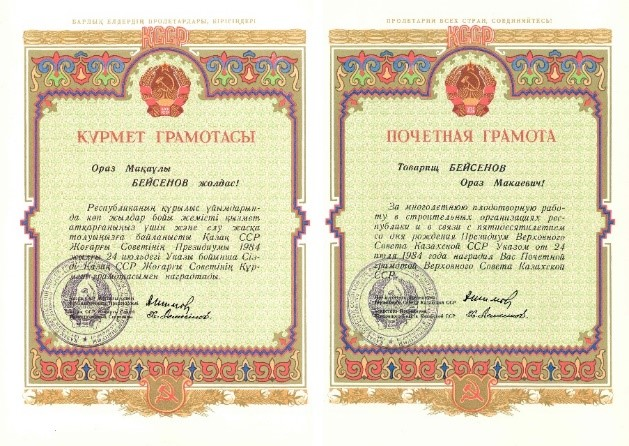
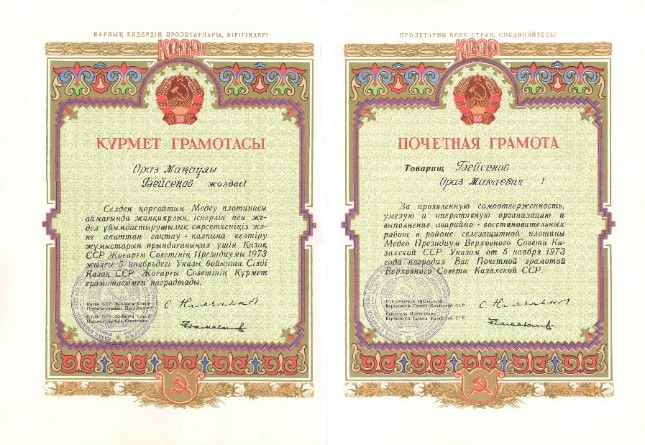
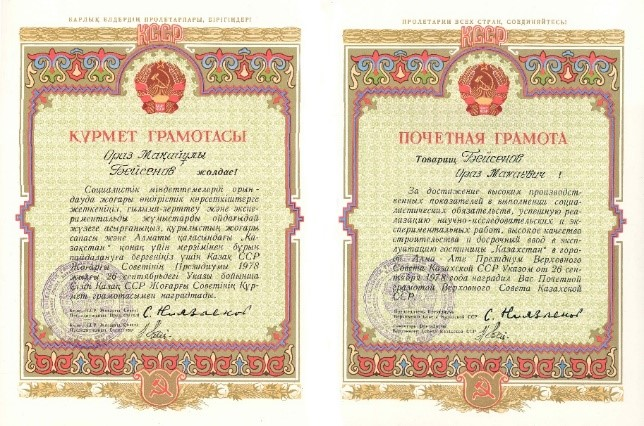
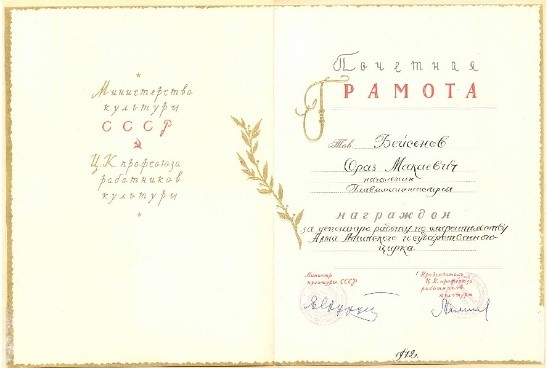
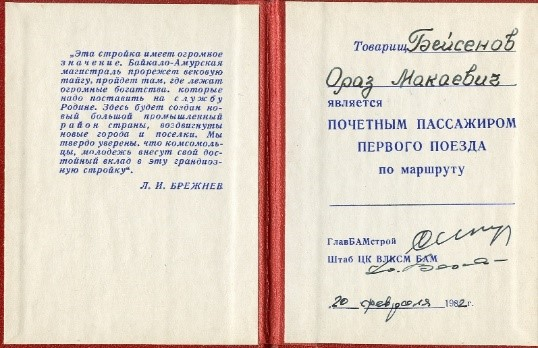
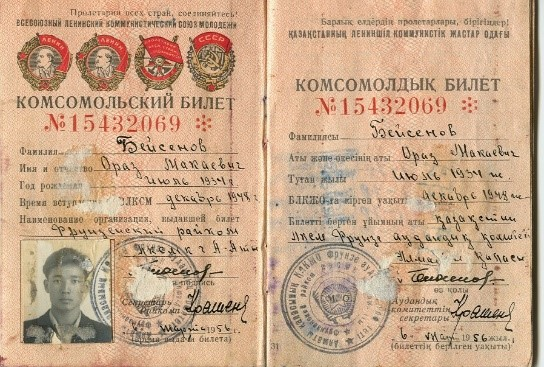
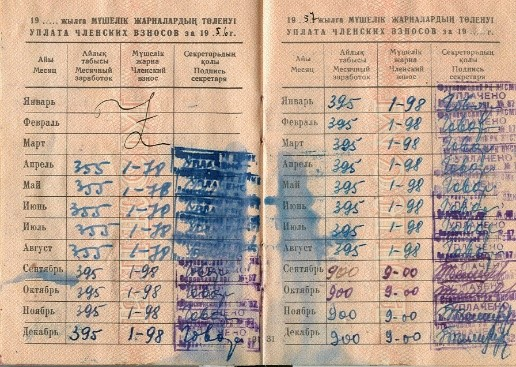
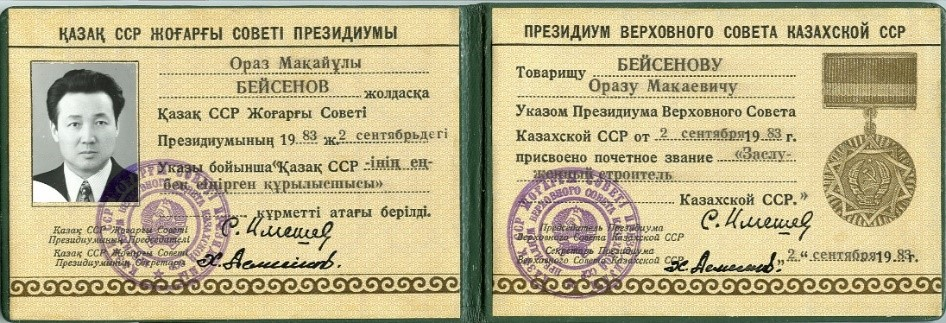
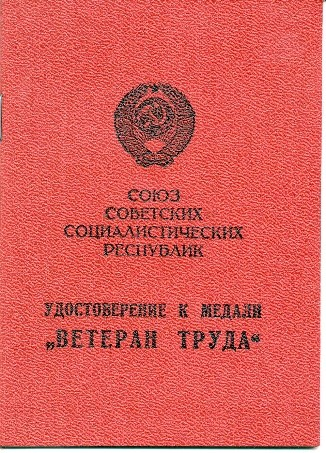
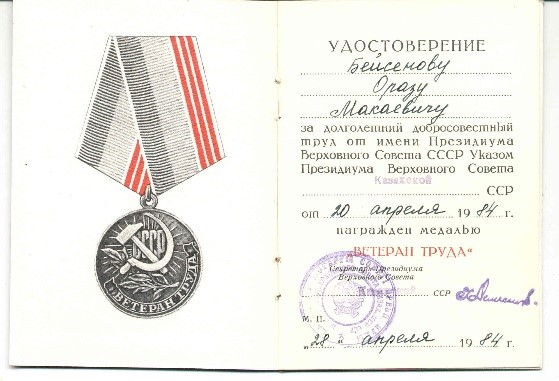
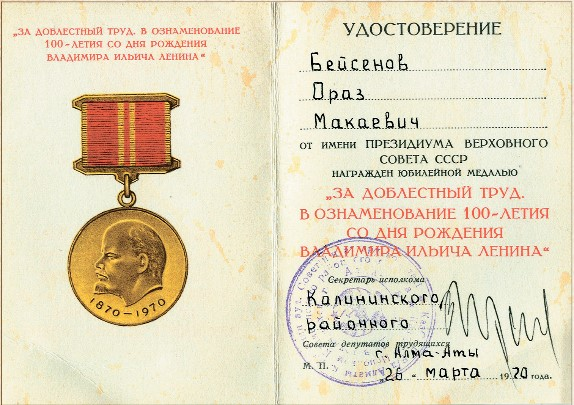
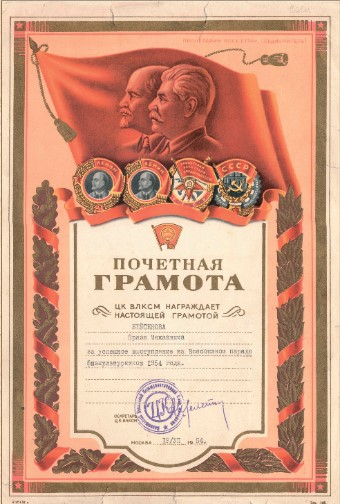
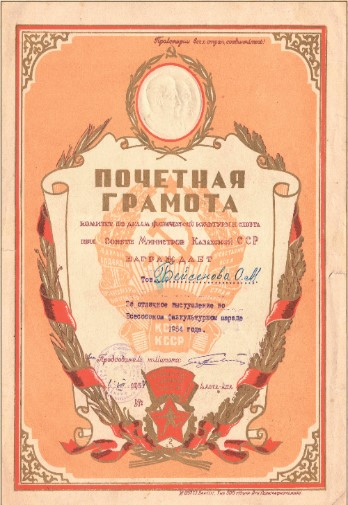
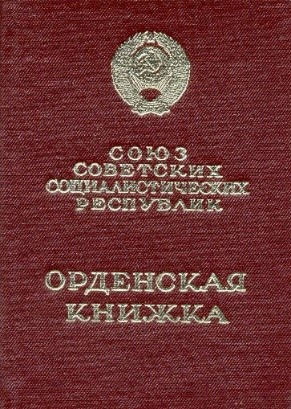
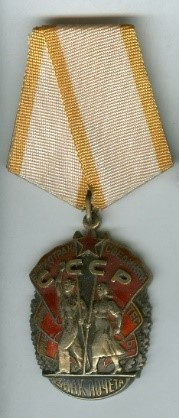
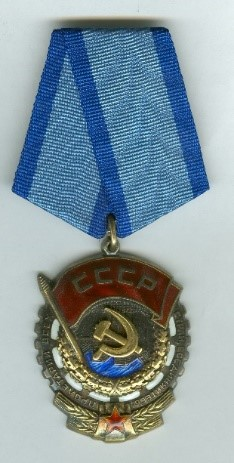
Лауреат Государственной премии СССР (за строительство в столице Казахской ССР гостиницы «Алма-Ата»[9]).  - Ордена и награды

## Автор книг
- «Повышение качества строительства — важная народно-хозяйственная проблема» (1970 г.).
- «Резервы интенсификации строительства в Казахской ССР» (1982 г., в соавт.).
- «Основные направления интенсификации строительства в Казахстане» (1984 г., в соавт.).